# 列确
列确（藏語：ལེགས་མཆོག，威利转写：legs mchog，藏语拼音：Legqog，1944年10月—），西藏江孜人。藏族。1972年4月加入中国共产党。

## 经历
- 1973年6月至1975年1月任西藏江孜县团委书记、县委委员、共青团日喀则地委常委。
- 1980年1月至1980年7月任西藏自治区党委组织部组织处副处长。
- 1980年8月至1986年7月任西藏自治区党委组织部副部长、部务会成员。
- 1986年12月至1991年12月任西藏自治区党委组织部常务副部长。
- 1991年12月至1994年11月任中共西藏自治区第四届党委常委、拉萨市委书记。
- 1994年11月起任中共西藏自治区党委副书记兼拉萨市委书记。
- 1995年4月在西藏自治区人大第六届常委会第十三次会议上被任命为西藏自治区人民政府副主席。
- 1995年8月当选为第五届中共西藏自治区委副书记。
- 1998年5月在西藏自治区七届人大一次会议上当选为西藏自治区政府主席。
- 2003年5月当选西藏自治区第八届人大常委会主任。
- 2008年1月至2010年1月任西藏自治區第九屆人大常委會主任。
- 2008年3月任全國人大民族委員會副主任委員。

中共第十五屆中央候補委員，第十六屆、第十七屆中央委員。第十一屆全國人大常委會委員。